# Giuseppe Lorenzoni

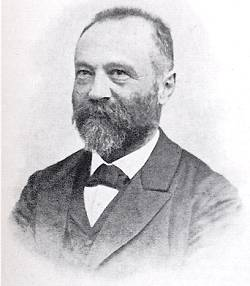
Giuseppe Lorenzoni (1910)

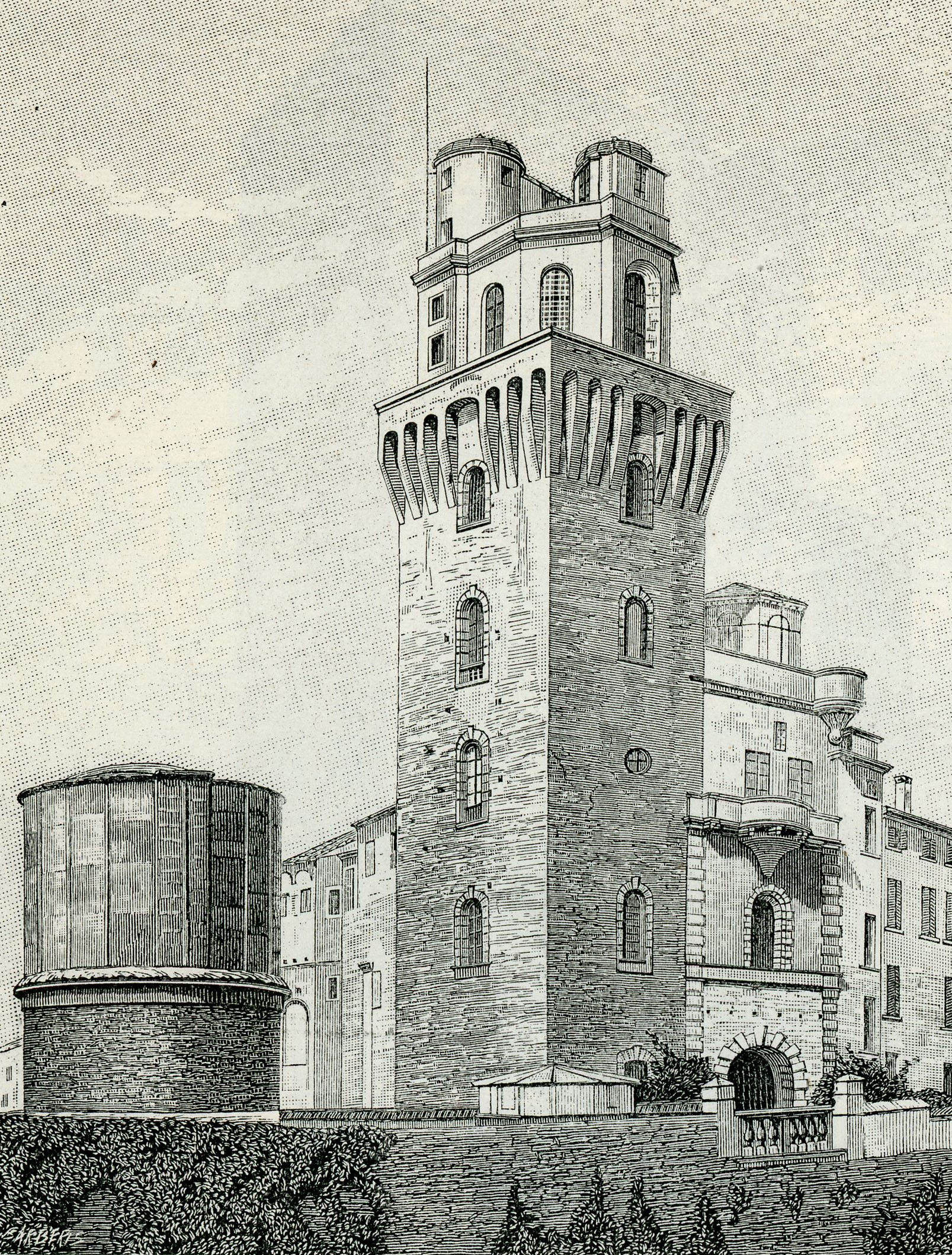
Sternwarte Padua (1903)

Giuseppe Lorenzoni (* 10. Juli 1843 in Rolle (Cison di Valmarino); † 6. Juli 1914 in Padua) war ein italienischer Astronom.

## Leben
Als Sohn des Schullehrers Giovanni Lorenzoni zog Giuseppe Lorenzoni früh nach Follina. Er unternahm erste Studien in Ceneda (Vittorio Veneto) und schrieb sich dann an der Universität Padua ein.
Im Jahre 1864 erlangte er seinen Abschluss in Ingenieurwissenschaften, schon ein Jahr zuvor wurde er Assistent von Giovanni Santini an der Sternwarte Padua. Nachdem er für die Jahre 1872 bis 1877 zum Astronomie-Assistenten ernannt worden war, wurde er Direktor der Sternwarte. Diese Stellung hatte er bis zum Ende des Jahres 1912 inne, als er sich aus gesundheitlichen Gründen zurückziehen musste.
Ab 1866 war er auch Professor für Astronomie und für einige Jahre auch für Geodäsie. Von 1891 bis 1894 war er Vorsitzender der Fakultät der Wissenschaften.
Lorenzoni verstarb nach schwerer Krankheit am 6. Juli 1914. Andere Quellen nennen als Todestag den 7. Juli 1914. Antonio Maria Antoniazzi schreibt in einem Nachruf, er sei in der ersten Stunde des 7. Juli gestorben.

## Werk
Lorenzoni war Autor von mehr als 100 wissenschaftlichen Veröffentlichungen über Meteorologie, Positionsastronomie, Himmelsmechanik, Spektroskopie, Geodäsie, geometrische Optik und Technik mit originären und fundamentalen Beiträgen, unter denen diejenigen zur Gravimetrie besonders wichtig waren. Er beteiligte sich aktiv an den Arbeiten der italienischen geodätischen Kommission und machte Padua zu einem international bedeutenden Ort der Gravimetrie.
Lorenzoni war seit 1883 Mitglied der Accademia Nazionale dei Lincei, er war Mitglied der Accademia Nazionale delle Scienze, von 1897 bis 1898 Präsident des Istituto Veneto di Scienze, Lettere ed Arti sowie Mitglied einiger anderer Akademien und italienischer und internationaler wissenschaftlicher Gesellschaften.
Der Asteroid (40447) Lorenzoni ist nach Giuseppe Lorenzoni benannt.